# Guatemala International 1998
Die Guatemala International 1998 im Badminton fanden Ende November 1998 statt.

## Sieger und Platzierte
| Disziplin    | Gold                              | Silber                     | Bronze                             |
| ------------ | --------------------------------- | -------------------------- | ---------------------------------- |
| Herreneinzel | Kevin Han                         | Brian Abra                 | Tjitte Weistra                     |
| Herreneinzel | Kevin Han                         | Brian Abra                 | Stuart Arthur                      |
| Dameneinzel  | Jody Patrick                      | Charmaine Reid             | Cindy Arthur                       |
| Dameneinzel  | Jody Patrick                      | Charmaine Reid             | Milaine Cloutier                   |
| Herrendoppel | Howard Bach Mark Manha            | Ryan Miglin Ben Wu         | Brent Olynyk Marlon Samuel         |
| Herrendoppel | Howard Bach Mark Manha            | Ryan Miglin Ben Wu         | Guilherme Pardo Ricardo Trevelin   |
| Damendoppel  | Milaine Cloutier Robbyn Hermitage | Cindy Arthur Jody Patrick  | Shackerah Cupidon Nigella Saunders |
| Damendoppel  | Milaine Cloutier Robbyn Hermitage | Cindy Arthur Jody Patrick  | Adrienn Kocsis Charmaine Reid      |
| Mixed        | Brent Olynyk Robbyn Hermitage     | Stuart Arthur Cindy Arthur | Roy Paul jr. Nigella Saunders      |
| Mixed        | Brent Olynyk Robbyn Hermitage     | Stuart Arthur Cindy Arthur | Mario Carulla Adrienn Kocsis       |